# Tripteroides fuscipleura
Tripteroides fuscipleura är en tvåvingeart som beskrevs av Lee 1946. Tripteroides fuscipleura ingår i släktet Tripteroides och familjen stickmyggor. Inga underarter finns listade i Catalogue of Life.